# Robertsfors IK
Der Robertsfors IK ist ein schwedischer Fußballverein in Robertsfors.

## Geschichte
Der Klub gründete sich 1907 unter dem Namen Robertsfors Gymnastik och Idrottsförening, änderte aber bereits kurze Zeit später den Namen in Robertsfors IK. Das Angebot des Klubs setzte sich in der Anfangszeit aus Turnen, Fußball und Leichtathletik im Sommer sowie in der Winterzeit aus Skifahren und Skispringen zusammen.
Die Fußballmannschaft des Robertsfors IK spielte lange Zeit nur unterklassig. Ende der 1960er, Anfang der 1970er und nochmals in den 1980er Jahren trat sie mehrmals in der vierten Liga an. 1996 stieg sie als Staffelsieger der fünftklassigen Division 4 Västerbotten Södra erneut in die Viertklassigkeit auf. Hier etablierte sich die Mannschaft auf Anhieb im vorderen Bereich und – nachdem 1998 als Tabellendritter die Aufstiegsrunde nur knapp verpasst wurde – stieg 1999 erstmals in die dritte Liga auf. Dort spielte sie gegen den Abstieg und belegte den Relegationsplatz. Nach 6:1- bzw. 5:1-Siegen über Matfors IF gelang jedoch der Klassenerhalt.
In den folgenden Jahren sprang die Mannschaft des Robertsfors IK in den vorderen Ligabereich. Nachdem 2002 und 2003 jeweils der dritte Platz belegt wurde, qualifizierte sie sich 2005 nach einer Ligareform für die als dritte Spielklasse neu geschaffene Division 1. Dort belegte sie in der Premierensaison einen Abstiegsplatz in der Nordstaffel. Als Tabellensiebter verpasste sie in der anschließenden Spielzeit den Wiederaufstieg und setzte sich Mittelfeld der Viertligastaffel fest.